# Methylosphaera hansonii
A Methylosphaera hansonii egy pszichrofil metanotróf I.-es csoportba tartozó Archaea faj. Nevét R.S. Hansonról kapta. Az archeák – ősbaktériumok – egysejtű, sejtmag nélküli prokarióta szervezetek. Nem mozgékony, gömb alakú. Nem képez nyugvó sejteket. Növekedéséhez tengervíz szükséges. Típustörzse ACAM 549.